# Paepalanthus seslerioides
Paepalanthus seslerioides är en gräsväxtart som beskrevs av August Heinrich Rudolf Grisebach. Paepalanthus seslerioides ingår i släktet Paepalanthus och familjen Eriocaulaceae. Inga underarter finns listade i Catalogue of Life.